# Le Petit Fruit de l'amour

Le Petit Fruit de l'amour (Ягодка любви, Yagodka lioubvi) est un court métrage burlesque soviétique de 26 minutes réalisé par Alexandre Dovjenko et produit par le studio de cinéma et photographie d'Ukraine (Всеукраинское фотокиноуправление (ВУФКУ)) à Yalta en 1926.

## Synopsis
Jean le coiffeur essaie de se débarrasser de son fils illégitime en l’abandonnant à divers endroits comme au magasin de jouets ou encore auprès d'un couple de passants. Entretemps, il reçoit la convocation au tribunal populaire et, pour ne pas payer la pension alimentaire pour enfant, demande sa petite amie Lisa en mariage. Celle-ci alors lui avoue que le nouveau-né n'est pas son enfant, mais le fils de sa tante dont elle avait la garde.

## Fiche technique
- Réalisation et scénario : Alexandre Dovjenko
- Production et distribution originale : VUFKU (Vseukrains'ke Foto Kino Upravlinnia)
- Directeur des studios VUFKU : Pavlo Netches
- Directeurs de la photographie : Daniil Demoutzky
- Cameraman : I. Rona
- Décors : Ivan Souvorov
- Distribution DVD en France : Bach Films (2006)
- Caractéristiques techniques : 35 mm (positif & négatif) / Noir et blanc / Format carré (1 x 1,33) / muet
- Titre anglais international : « Love's Berries »
- Titre polonais : Jagodki milosci

## Interprétation
- Marian Kroutchnelitski : Jean Kolbatchouk, un coiffeur qui cherche à tout prix à se débarrasser d'un encombrant « fruit de l'amour »
- Margarita Barskaïa :Lisa, sa petite amie qui lui colle un bébé dans les bras
- Dimitri Kapka : le marchand de jouets
- Ivan Zamytchkovski : l'acheteur de la poupée
- V. Lissovski : le vieux monsieur à qui l'acheteur refile sa « poupée »
- L. Tchembarski : le dandy qui se fait pigeonner
- N. Zemgano : le photographe
- K. Zapadnaïa : la fille sur le boulevard
- Nikolaï Nademski : le marchand d'eau gazeuse
- A. Belov : le gros client

## Autour du film
- Dovjenko écrivit le scénario du film en trois jours

- Le metteur en scène A. Chvatchko, qui fut un collaborateur de Dovjenko, raconte dans ses souvenirs (cité par A. Kapler dans ses souvenirs in Iskousstvo Kino N° 12, 1965) :

« Le directeur des studios VUFKU, Pavlo Netches, mécontent du film, appela Dovjenko et lui tint ce discours :
```
  - Sachko ! On devrait te vider de la fabrique. Tu ne sais pas écrire des scénarios et ne te mêle pas de ça. Je tente un dernier essai - voici un scénario. Si tu réussis à faire un film - c'est ta chance. Tu n'y arrives pas - je te flanque dehors. »
```